# Alpha Oumar Barry
Alpha Oumar Barry, né en 1925 et mort en 1977, est un homme politique guinéen.
Membre du cabinet du président Ahmed Sékou Touré.

## Biographie
Alpha Oumar est né en 1925 et a suivi une formation de médecin à Bordeaux, en France. Il a été nommé médecin chef à Kindia. Alpha Oumar a été nommé ministre d'État chargé des échanges dans le cabinet annoncé le 19 juin 1972. Il était également membre du bureau politique du parti démocratique de Guinée (PDG).
Lors d'une conférence de presse le 2 août 1976, Sékou Touré annonce l'arrestation à Conakry de plusieurs conspirateurs, dont Telli Diallo, Alpha Oumar Barry, Lamine Kouyaté et  Alioune Dramé. Alpha Oumar et Alioune Dramé étaient tous deux des amis d'enfance de Telli Diallo. Après son arrestation, le commandant du camp Siaka Touré a transmis une série de messages à Alpha Oumar du président Touré exigeant qu'il avoue être un comploteur pour sauver la face de la révolution. Finalement, Alpha Oumar a cédé et a fait des aveux. Le 12 février 1977, Alpha Oumar et d'autres furent soumis au « régime noir », c'est-à-dire qu'ils furent privés de nourriture et d'eau. Il est décédé le 26 février 1977. 